# Contrada Giammaiano
Contrada Giammaiano este o arie protejată (arie specială de conservare — SAC, sit de importanță comunitară — SCI) din Italia întinsă pe o suprafață de 577 ha, integral pe uscat.

## Localizare
Centrul sitului Contrada Giammaiano este situat la coordonatele 37°50′19″N 14°29′20″E / 37.838611°N 14.488889°E.

## Înființare
Situl Contrada Giammaiano a fost declarat sit de importanță comunitară în septembrie 1995 pentru a proteja 9 specii de animale. Situl a fost protejat și ca arie specială de conservare în martie 2017.

## Biodiversitate
Situată în ecoregiunea mediteraneană, aria protejată conține 9 habitate naturale: Fânețe de joasă altitudine (Alopecurus pratensis, Sanguisorba officinalis), Tufărișuri termo-mediteraneene și de pre-deșert, Matorral arborescenți cu Laurus nobilis, Pseudostepă cu ierburi și specii anuale de Thero-Brachypodietea, Păduri de stejar alb estice, Păduri panonice-balcanice de stejar turcesc - stejar sesil, Păduri de Quercus ilex și Quercus rotundifolia, Grohotișuri termofile și vest-mediteraneene, Râuri mediteraneene cu debit intermitent, cu specii de Paspalo-Agrostidion.
La baza desemnării sitului se află mai multe specii protejate:
- păsări (8): Alectoris graeca whitakeri, șoim călător (Falco peregrinus), muscar-gulerat (Ficedula albicollis), muscar negru (Ficedula hypoleuca), vulturul pleșuv sur (Gyps fulvus), pietrar sur (Oenanthe oenanthe), silvie cu cap negru (Sylvia atricapilla), pupăză (Upupa epops)
- reptile (1): țestoasă bănățeană (Testudo hermanni)

Pe lângă speciile protejate, pe teritoriul sitului au mai fost identificate 21 de specii de plante, 3 specii de păsări, 1 specie de mamifere, 1 specie de reptile.